# 수사련 전투
수사련 전투(水沙連之役)는 1726년(옹정 4년)에, 청나라가 대만 원주민 부족인 타오족(邵族, Thao People)과 벌인 전투이다. 이 전투는 중국 청나라에서 이주한 한족과 대만 원주민 사이의 갈등이 빚어낸 결과물이다.

## 골종사건(骨宗事件)
청나라 옹정제(雍正帝) 재위시기에 많은 한족들이 땅을 경작하기 위하여 대만으로 이주하였고, 대만 원주민인 타오족(邵族)의 수사련(水沙連) 공동체는 생활공간을 압박받게 되었다. 이때, 수사(水社)의 지도자인 골종(骨宗), 그의 아들인 발사롱(拔思弄)과 수리만(水里萬)이 부족을 이끌고 평지에 있는 한족들을 공격하기 시작했다. 이들은 대만 원주민의 머리사냥 풍습인 추카오(出草, 출초)를 행했는데, 이는 풀 뽑기라는 뜻이다. 한족들은 평지에서 도망가기 시작했다.
골종사건으로 음력 1725년(옹정 3년) 3월부터 1726년(옹정 4년) 11월까지, 사망자 62명과 집 100여채 소실 그리고 소 140마리가 죽는 피해를 냈다.

## 옹정제(雍正帝)의 대응
원래 청나라는 산에 사는 대만 원주민 경계에 한족들이 들어가는 것을 엄격히 금지하고, 적극적으로 대응하지 않는 정책을 취했다. 하지만 원주민들이 나와서 사람을 죽이자, 1725년(옹정 3년) 11월부터 정책을 변경했다.
1726년(옹정 4년) 1월에 복주장군서리(福州將軍署理) 민절총독(閩浙總督)인 의조웅(宜兆熊)에게 이번공번(以番攻番) 계책을 쓰도록 하였다. 번(番)은 원주민이라는 뜻이다. 범죄자는 체포하지만 나머지는 풀어주어, 저항하면 억압하지만 복종하면 달래주는 전략이었다.
한편, 지방당국은 옹정제의 허가를 받아 수사련(水沙連)에 병력을 배치할 계획을 세우기 시작했다. 1726년(옹정 4년) 8월에 수사련(水沙連) 원주민을 토벌하기 위한 원정대의 배치를 완료했다. 민절총독(閩浙總督) 고기탁(高其倬)과 복건순무(福建巡撫) 모문전(毛文銓)은 8월 10일에 복건분순대만하문도(福建分巡臺灣廈門道)인 오창조(吳昌祚)를 특별히 불러, 병력을 어떻게 활용할 것인지에 대해 물었다. 그들은 오창조(吳昌祚)를 총통(總統)으로 임명하고, 11월에 대만으로 돌아가서 전투를 시작하라고 하였다.

## 병력 편제
오창조(吳昌祚)가 이끄는 남로군(南路軍)이 주력이었고, 군수지원과 군량운송을 담당했다. 창화현(彰化縣) 지현(知縣) 장호(張縞)와 순대어사(巡臺御史) 색림(索琳)은 원주민 진압을 맡았다. 수사련(水沙連) 전투는 오계(烏溪) 상류의 두 지류인 남항(南港)과 북항(北港)의 두 경로로 치러졌다.
참고로 병용(兵勇)은 정규군과 의용병을 뜻하고, 민장(民壯)은 청나라시대에 주(州)와 현(縣)을 지키던 위병(衛兵)이며, 숙번(熟番)은 익숙해진(동화된) 원주민이라는 뜻으로 대만의 평원에 사는 평보족(平埔族)이다.

### 남로군(南路軍)
| 총병관변(統兵官弁) | 병력                             | 임무                               |
| --- | -------------------------------- | ---------------------------------- |
| 대하도(臺廈道)：오창조(吳昌祚) 대만진우영수비(臺灣鎮右營守備)：장문요(張文耀) 천총(千總)：부운장(傅雲章) 대만부경력(臺灣府經歷)：좌사원(左思源) 녹영공가(綠營功加)：주소웅(朱紹雄) 등 7명 효력외위(效力外委)：왕정계(王廷桂) | 병용 180명 민장 100명 숙번 280명 | 죽각료(竹腳寮)에서 산으로 들어가기 |
| 담수영수비(淡水營守備)：종일승(鍾日陞) 파총(把总)：유금궐(游金闕) | 병용 200명 숙번 300명            | 죽각료(竹腳寮)에서 기다렸다가 진군 |
| 천총(千總)：채빈(蔡彬) 파총(把總)：장자준(莊子俊) | 병용 100명 숙번 50명             | 후미에서 대응                      |
| 창화현지현(彰化縣知縣)：장호(張縞) | 파벌숙번(派撥熟番)               | 10일간 식량과 물자를 운반          |

### 북로군(北路軍)
| 총병관변                                                                         | 병력                  | 임무                                                                                          |
| -------------------------------------------------------------------------------- | --------------------- | --------------------------------------------------------------------------------------------- |
| 대만부담수무민동지(臺灣府淡水撫民同知)：왕견(王汧)                               | 병용 100명 민장 150명 | 북항(北港) 남투사(南投社, 현재의 난터우시 일대)의 초입에 머물다가, 명령을 받으면 진군         |
| 북로영참장(臺灣北路營)：하면(何勉) 천총(千總)：여혁(呂奕) 파총(把總)：왕제(王提) | 병용 200명            | 연락을 하면서, 서로 접하여 이동                                                               |
| 수비(守備)：양검(楊鈐)                                                           | 병용 100명            | 찰박자이사(紮朴仔籬社)에 주둔하기. 현재, 대만 석강구(石岡區) 일대로 파재족(巴宰族)이 사는 곳. |
| 파총(把總)：임림오(任林五)                                                       | 병용 50명             | 찰묘무색사(紮貓霧拺社)에 주둔하기. 현재, 대만 박폭립족(拍瀑拉族)이 사는 곳.                   |

### 후근(後勤)
| 총병관변 | 병력        | 임무                                               |
| --- | ----------- | -------------------------------------------------- |
| 천총(千總)：유홍량(劉弘量)                                                                                       | 자세히 모름 | 창화현(彰化縣)의 탄압을 다스리기                   |
| 파총(把總)：진사상(陳士祥), 정화(鄭捷) 효력외위(效力外委)：완방귀(阮邦貴) 대만현현승(臺灣縣縣丞)：마린지(馬麟趾) | 병용 80명   | 죽각료(竹腳寮)에 주둔하며 수비하기 군량을 공급하기 |

### 총편제(總編制)
| 문직(文職) | 순대어사(巡臺御史) 1명, 대하도(臺廈道) 1명, 동지(同知) 1명, 지현(知縣) 1명, 부경력(府經歷) 1명, 전사(典史) 1명, 현승(縣丞) 1명 |
| 무직(武職) | 참장(參將) 1명, 수비(守備) 3명, 파총(把總) 6명, 공가(功加) 7명, 효력외위 (效力外委) 2명                                        |
| 병용       | 610명 이상 |
| 민장       | 약 250명 |
| 숙번       | 930명 이상 |

## 진군

### 남로군(南路軍)
순대어사(巡臺御史) 색림(索琳)이 1727년(옹정 5년) 1월 12일에 올린 <주보초무생번이보민명사(奏報剿撫生番以保民命事)>의 남로군 진로는 다음과 같다.
| 일정 | 행군 | 숙영 장소                                 |
| --- | --- | ----------------------------------------- |
| 1726년(옹정 4년) 11월 2일                                                                                        | 오창조(吳昌祚)가 대만으로 돌아와 작전계획을 실행에 옮기다. |                                           |
| 11월 16일 | 오창조(吳昌祚)가 관병을 동원하여, 현재 대만의 타이난시에서 출발하다. |                                           |
| 11월 18일 | 색림(索琳)이 찰원(察院)에서 출발하다. |                                           |
| 11월 26일 | 색림(索琳)이 토우번(土牛番)의 영역인 죽각찰(竹腳寮)에 이르렀고, 오창조(吳昌祚)와 호미강(虎尾溪) 둑에서 만나다. | 호미계(虎尾溪)의 양지바른 곳              |
| 12월 3일 | 북로군(北路軍)이 같은 날에 출병하여, 수사련(水沙連) 경내인 중항(中港) 수리사(水裡社)에 집합하다. | 직사사(稷稷社) 옛터                       |
| 12월 4일 | 사자사(社仔社)의 승가종(滕可宗)을 이끌고 마사단사(麻思丹社)의 토착관리인 전자(田仔) 등을 귀순시켰다. 군대를 이끌어 인근 부락을 달래주었다. | 무활납포(武滑納埔)                        |
| 12月5日 | 승가종(滕可宗) 청나라 군을 이끌고 개울을 건너 마리관강(麻里關溪)으로 향했다. | 마리령(麻里嶺) 북쪽을 넘다.               |
| 12월 6일 | 없음 | 진무아(陳武峨)                            |
| 12월 7일 | 결리사(決里社)의 토착관리인 아룡대(阿龍帶)를 거느리고, 모취사(毛翠社) 토착관리인 비랍(卑蠟) 등을 귀순시켰다. 군대을 이끌고 인근부락을 달래주었다. | 외북갑(外北甲)위ㅣ 결리사(決里社)         |
| 12월 8일 | 새로 온 전자사(田仔社)의 토착관리인 전대(田帶)를 거느리고, 중항묘란사(中港貓蘭社)와 이력사이사(伊力社二社)의 토관을 귀순시켰다. 외북갑(外北甲)은 지세가 험하고 중요한 곳이며, 군량운송이 불편하므로, 민장(民壯) 100명 가까이 흩어져 군량을 지키도록 하였다.                                                                              |                                           |
| 12월 9일 | 새로 온 전자사(田仔社) 토착관리 전체(田替)가 청나라군의 앞길을 열고 이끌었다. 주변 지역에 있는 14개의 사(社)가 환영하며 귀순하였으나, 오직 골종(骨宗)이 이끄는 수리사(水裡社) 1개만 항복하지 않았다. 수리사(水裡社)는 뒤쪽에 산이 있고, 앞쪽에는 일월담(日月潭)이라는 호수가 있어 건너기가 쉽지 않았다. 현장에서 바로 배와 노를 만들었다 | 수리사(水裡社) 중앙 하천에 있는 남쪽 기슭 |
| 12월 11일 | 관군이 오늘 호수를 건너 수사(水社) 부락을 공격했다. 남로군(南路軍) 수비(守備) 종일승(鍾日昇)과 천총(千總) 채빈(蔡彬)이 수급 85개를 찾아냈다. 또한 사람 머리가죽 4장과 사람의 손 한 쌍, 옷과 장신구를 빼앗고 곡식창고를 불태웠다. |                                           |
| 12月13日 | 북로군(北路軍) 하면(何勉)이 골종(骨宗)과 마사롱(麻思弄) 등을 포로로 잡았다. |                                           |
| 12월 14일 ~ 16日                                                                                                 | 청나라 군대는 계속 사건 관련자를 조사하고 체포했다. 골종(骨宗)을 포함하여 마사롱(麻思弄), 발사롱(拔思弄) 수리만(水里萬) 등 21명의 원주민이 관련되어 있었다. 오창조(吳昌祚)는 천총(千總) 채빈(蔡彬)을 대만부(臺灣府)로 보내 기록을 남겼다.                                                                                                |                                           |
| 「수사련 전투(水沙連之役)」12월 3일에 출병하여, 12월 16일에 사건 관련자를 포로로 잡았다. 약 14일만에 종료되었다. | |                                           |

### 북로군(北路軍)
북로군은 담수동지(淡水同知) 왕견(王汧)과 참장(參將) 하면(何勉)이 군을 이끌었다. 1726년(옹정 4년) 12월 3일에 남로군과 함께 남투사(南投社, 현재 대만의 난터우시)를 출발하여, 합리난사(蛤裏難社)를 지나갔다. 그리고 묘리미외사(貓里眉外社), 묘리미내사(貓里眉內社), 만란사(挽蘭社), 미가랍사(眉加臘社), 哆羅郎社(치라낭사), 두절사(斗截社), 평료만사(平了萬社), 불곡사(佛谷社), 치무사(致霧社) 등의 10사(社)를 지나고 북항강(北港溪)을 따라서 순조롭게 수리사(水裡社)에서 남로군(南路軍)과 만났다. 순대어사(巡臺御史) 색림(索琳)이 동행하지 않았기에, 북로군에 대한 기록은 자세히 남아있지 않다.

## 처벌
12월 27일 오창조(吳昌祚)는 하면(何勉), 왕견(王汧)과 함께 합리난사(蛤裏難社)를 돌아서 산을 내려왔다. 반선사(半線社)에서 색림(索琳)을 만나고 전쟁은 끝났다. 수괴인 골종(骨宗)과 묘저(貓著)는 참형을 선고받았고, 북로(北路)의  번자산(番子山) 입구에서 대중에게 공개되었다. 발사롱(拔思弄) 등 13명은 감옥에서 처형됐고, 수만리(水里萬) 등 5명은 종신형을 선고받았다.